# Willi Hochgeschurtz
Wilhelm „Willi“ Hochgeschurtz (* 8. Mai 1931 in Köln) ist ein ehemaliger deutscher Radsportler.

## Radsportkarriere

### Erste Laufbahn
Willi Hochgeschurtz, der im Alter von 16 Jahren mit dem Radsport begann, war in den 1950er Jahren als Bahnradsportler aktiv; er startete für den RC Schmitter Köln. Mehrfach stand er bei deutschen Meisterschaften auf dem Podium, so wurde er jeweils Vize-Meister der Amateure in der Einerverfolgung 1954 sowie 1955 im Sprint. Im selben Jahr gewann er mit Willy Franssen das Amateur-Bahnrennen Silberner Adler von Köln. Er war auch im Straßenradsport erfolgreich. 1950 gewann er das Eintagesrennen Rund um Bonn.
1955 trat Hochgeschurtz zu den Profis über. 1957 belegte er bei den deutschen Meisterschaften im Sprint Platz drei und 1958 Platz zwei. Im selben Jahr beendete er seine Laufbahn als Berufssportler. Insgesamt gewann er nach eigenen Angaben rund 700 Rennen, startete bei zahlreichen Klassikern sowie bei zwei Sechstagerennen, 1956 mit Klaus Bugdahl in Dortmund.

### Zweite Laufbahn
Nach Beendigung seiner Sportlaufbahn war Willi Hochgeschurtz als selbständiger Kaufmann tätig und führte eine Kette von Kioske in Köln. In den 1990er Jahren zog er mit seiner Familie in die Eifel.
Im Alter von 72 Jahren gewann Hochschurtz 2003 zum vierten Mal den 35. Radweltpokal der Senioren-Straßen-Weltmeister und errang zusätzlich den siebten Weltpokal-Sieg in St. Johann in Tirol. 2007 gewann er in der Klasse 75 bis 79 Jahren den 39. Radweltpokal; 2008 wurde er Vize-Senioren-Straßenweltmeister beim 40. Radweltpokal in St. Johann.

## Teams
- 1955 Express
- 1956 Express
- 1957 Torpedo / Fichtel & Sachs